# Roel Bucumi
Roel Bucumi (11 augustus 2003) is een Belgisch basketballer.

## Carrière
Bucumi speelde in de jeugd van de Leuven Bears en maakte zijn profdebuut voor de club in het seizoen 2020/21 en speelde met de B-ploeg in derde klasse. Hij speelde dat seizoen twaalf wedstrijden mee met de eerste ploeg. Het seizoen erop speelde hij acht wedstrijden met de eerste ploeg. Het seizoen 2022/23 speelde hij mee in de eerste ploeg en kwam aan 24 wedstrijden voor Leuven en speelde gemiddeld elf minuten per wedstrijd.